# Asesinato de Allison Baden-Clay
Allison June Baden-Clay (Corinda, Queensland; 1 de julio de 1968 – 19 de abril de 2012) fue una mujer australiana, asesinada por su marido, Gerard Baden-Clay, en un acto premeditado en abril de 2012. Era madre de tres hijas menores de 10 años y ejecutiva de negocios. Su cadáver fue descubierto semanas después, días después de que su marido, Gerard, denunciara su desaparición. El 13 de junio de aquel año, Gerard fue acusado de asesinato y de intromisión en un cadáver. El 15 de julio de 2014, fue declarado culpable de asesinato, retirándose el otro cargo; Gerard fue condenado a cadena perpetua. Gerard recurrió la condena y, el 8 de diciembre de 2015, estos cargos se rebajaron a homicidio involuntario. En agosto de 2016, el Tribunal Superior de Australia restableció la condena por asesinato.

## Antecedentes
El 23 de agosto de 1997, Allison June Dickie contrajo matrimonio con Gerard Robert Baden-Clay, nacido en Bournemouth (Inglaterra) el 9 de septiembre de 1970. En 1971, la familia de Gerard había emigrado de Zambia a Rodesia, donde cambiaron su apellido por el de «Baden-Clay» para asociar a la familia con el abuelo de su padre, Lord Baden-Powell, famoso scout. En 1980, la familia Baden-Clay emigró a Australia. Tras dejar la escuela, Gerard se formó en contabilidad y luego trabajó para Flight Centre en Brisbane, donde Allison era compañera.
En el momento de la muerte de Allison, en 2012, la pareja seguía caminos financieros divergentes. Allison se había convertido en ejecutiva de Flight Centre, pero Gerard, que dirigía una exitosa franquicia inmobiliaria de lujo desde 2004, atravesaba dificultades tras las desastrosas inundaciones de Brisbane. La pareja vivía en una casa alquilada en Brookfield, en Queensland, junto con sus tres hijas, entonces menores de 10 años. En octubre de 2011, Allison se enteró de una larga aventura que su marido mantenía con una empleada de su empresa. En el momento de su desaparición, la vida de Allison estaba asegurada por más de 800 000 dólares australianos (con inflación, a fecha de 2025 el cambio sería de 484 548 euros o 508 080 dólares estadounidenses).

## Desaparición y descubrimiento del cuerpo
A las 7:14 de la mañana del viernes 20 de abril de 2012, Gerard denunció la desaparición de Allison. Afirmó que a veces salía a pasear a las 5 de la mañana y supuso que lo había hecho esa mañana. Siempre volvía a tiempo para el desayuno de sus hijas, y él se preocupó cuando no regresó a casa.
El 30 de abril, un piragüista encontró el cadáver de una mujer en Kholo Creek, Anstead, a unos 13 kilómetros de la casa de los Baden-Clay en Brookfield. Al día siguiente se confirmó que se trataba de Allison. El 11 de mayo se celebró su funeral en Ipswich. El informe de la autopsia indicó que no se había podido determinar la causa de la muerte.

## Juicio y condena
El 13 de junio de 2012, Gerard fue entrevistado formalmente en la comisaría de Indooroopilly y acusado del asesinato de Allison y de interferir con su cadáver. Mantuvo su inocencia y dijo que «defendería enérgicamente los cargos». La solicitud de libertad bajo fianza de Gerard fue denegada el 22 de junio porque el juez David Boddice dijo que suponía un «riesgo significativo de fuga».
El juicio comenzó en el Tribunal Supremo de Brisbane el 10 de junio de 2014. Gerard se declaró inocente de los cargos. El 15 de julio fue declarado culpable de asesinar a Allison. Se le impuso cadena perpetua con un periodo de quince años sin libertad condicional. Se retiró el cargo de intromisión en un cadáver.

## Recurso de la defensa
El 7 de agosto de 2015, Gerard apeló su condena ante el Tribunal de Apelación de Queensland. El 8 de diciembre, su condena fue rebajada a homicidio involuntario, sobre la base de que las pruebas del juicio no permitían excluir una hipótesis razonable de que «hubo un enfrentamiento físico entre [Baden-Clay] y su esposa en el que él asestó un golpe que la mató (por ejemplo, por los efectos de una caída que golpeó su cabeza contra una superficie dura) sin intención de causar daños graves».

## Recurso de la fiscalía
La decisión del Tribunal de Apelación fue controvertida. Hubo una fuerte reacción pública y se organizó una gran concentración pidiendo una apelación ante el Tribunal Superior de Australia. El 18 de diciembre, una multitud estimada en unas 4 000 personas se reunió en King George Square, en el centro de Brisbane, para apoyar la propuesta de que se recurriera la decisión. Algunos miembros de la abogacía, por su parte, se manifestaron en defensa de la decisión dictada por el Tribunal de Apelación. 
El abogado de Queensland Terry O'Gorman, por ejemplo, declaró que «un caso de asesinato o de cualquier otro tipo no se decide en función de quién grite más fuerte en los medios de comunicación» y que «a quien no le guste, que se aguante, porque así es la ley». Sin embargo, en un movimiento inusual, el director de la Fiscalía de Queensland decidió apelar contra la rebaja. Al año siguiente, el 31 de agosto de 2016, más de cuatro años después de la muerte de Allison, el Tribunal Superior de Australia restauró la condena por asesinato del juicio original.

## Evolución posterior
En febrero de 2017, el padre de Allison fue nombrado albacea de su herencia. Se dictaminó que Gerard Baden-Clay no tenía derecho a ningún beneficio por su muerte.

## Legado
El 31 de julio de 2015 se creó la Fundación Allison Baden-Clay, cuyo objetivo es «crear una comunidad en Queensland que reconozca la prevalencia de la violencia doméstica y familiar».
En marzo de 2018, la primera beca anual en memoria de Allison para una aspirante a bailarina de ballet fue anunciada por la primera ministra de Queensland, Annastacia Palaszczuk, que había conocido a Allison de niña.